# Pitons
Pitons je zaštićeno područje dva vulkanska čepa, Veliki Piton (Gros Piton visine 771 m i Mali Piton (Petit Piton) visine 743 m, povezane grebenom Piton Mitan, na jugozapadnoj obali otočne države Sveta Lucija, između gradova Soufrière i Choiseul. Pitons dominira ovim dijelom otoka do te mjere da su postali nacionalnim simbolom koji se nalazi i na nacionalnoj zastavi, a po njima je nazvano i najpoznatije lokalno pivo. 
Pitons je još uvijek područje vulkanske aktivnosti sa sumpornim izvorima, eksplozivnim kraterima, piroplastičnim naslagama pepela i lave, te bazenima vrućeg blata obližnjeg kaldera. Zaštićeno područje Pitons, veličine 2,9 km² je osnovano kako bi se zaštito jedinstven geološki kompleks, ali i koraljni greben koji prekriva 60% zaljeva. God. 2004., Pitons je upisan na UNESCO-ov popis mjesta svjetske baštine u Sjevernoj Americi kao „kompleks vulkanskih tvorevina izuzetne ljepote koji ilustriraju vulkansku povijest povezanu sa sudarima tektonskih ploča”. 
Kopnenim dijelom Pitonsa dominira tropska kišna šuma, a slijede suptropske vlažne šume, malena područja suhih šuma i patuljaste šume na vrhovima. Zabilježeno je najmanje 148 vrsta biljaka na Velikom Pitonu, te 97 na Malom Pitonu i zajedničkom grebenu, uključujući 8 rijetkih i 3 endemske vrste.
U zaljevu Pitons je zabilježeno 168 vrsta riba, 60 vrsta žarnjaka, te koralje, 8 mekušaca, 14 spužvi, 11 bodljikaša, 15 člankonožaca i 8 vrsta kolutićavaca. 
Veliki Piton je dom za oko 27 vrsta ptica (od kojih je 5 endema), 3 vrste glodavaca, oposumu, 3 vrste šišmiša, 8 vrsta reptila i 3 vrste vodozemaca.
Na vrhu grebena Mitan koji povezuje Veliki i Mali Piton nalazi se slikoviti Hotel Ladera s kojega se pruža prekrasan pogled na cijeli zaljev Piton. 

## Vanjske poveznice
- Web page of Darwin Initiative project on the biodiversity of La Amistad  Arhivirana inačica izvorne stranice od 3. travnja 2019. (Wayback Machine) (engl.)
- Opportunities for Small Islands States to Nominate Marine World Heritage Sites in the Caribbean 4. travnja 2006. (engl.)
- Galerija fotografija  Arhivirana inačica izvorne stranice od 4. veljače 2012. (Wayback Machine)

|  | Zajednički poslužitelj ima još gradiva o temi Pitons |